# Kína szőlőtermesztése és borászata
Kína szőlőtermesztése és borászata nagy múltra tekint vissza: mintegy 4500 évvel ezelőtt a kínaiak már termeltek szőlőt és abból alkoholos italt állítottak elő. A kulturális hagyományok, természeti adottságok miatt azonban inkább a rizsbor, majd a sör termelése és fogyasztása terjedt el.
Az 1980-as évektől kezdve, a gazdasági nyitással együtt, Kínában előtérbe került az importált (elsősorban francia és más nyugati) borok fogyasztása. A francia bortermelők ismertették meg a kínai borászokat a modern szőlőművelési és borászati technikákkal. Napjainkban, elsősorban 1 milliárd főt meghaladó lakosságának köszönhetően, Kína a világ egyik legnagyobb borfelvevő piaca.

## Kína szőlőtermelése a XX. század előtt
Kínában a borkészítésnek több évezredre visszatekintő hagyományai vannak. Egyes tudósok szerint már 6-7 ezer évvel ezelőtt felhasználták a Vitis thunbergii, Vitis flexuosa és Vitis amurensis szőlőket borkészítésre. Hitelesen csak az bizonyított, hogy a Han-dinasztia, i. e. 206 előtti, korai Kínában kétféle alkoholos italt készítettek, a „csiu (jiu)”-t és a „li”-t. Ezeknek az alapanyaga vagy rizs, vagy gabona volt (a kínai „csiu (jiu)” írásjegy ma is megegyezik a japán „szaké” írásjeggyel). A „csiu (jiu)” sötét, erős és igen kedvelt, a „li” világos, édes, magasabb rizstartalmú ital volt, amelyeket főleg ünnepélyes alkalmakkor szolgáltak fel a vendégeknek. Természetesen ezek az italok nem minősültek bornak (szőlőmustból, erjesztésse nyert, alkohol tartalmú ital), azonban ezek alapozták meg a kínaiak igényét a későbbi borok fogyasztására. Ugyanebben az időszakban, volt még ismert a „jin (yin)” ital, amely víz és az előbb említett alkoholos italok keveréke volt. A Csou (Zhou)-dinasztia (i. e. 12. század – i. e. 221) előkelőségei fogyaszthatták ezt az italt, csak a megszabott formák szerint (matracon térdelve, az ital a jobb kéznél, míg a központban az étel). Az ebből a korból származó írásos emlékek „Énekek könyve” (Sicsing (Shijing)) és „Rítusok könyve” (Licsi (Liji)) már említést tesznek szőlőtermesztésről, de ez főleg étkezési célokat szolgált.
Bár Kína nem igazán nevezetes bortermeléséről, bizonyított tény, hogy a szőlőtermesztés már a Han-dinasztia (i. e. 206. - i. sz. 8.) idejében jelen volt Nyugat-Kínában. Szema Csien (Sima Qian) történelmi feljegyzései szerint (Sicsing (Shijing)), Csang Csien (Zhang Qian) tábornok, Han-vu (Han-wu) császár parancsára, ie. 138 és ie. 121 között már elültetett a Tien San-hegység Ferghana-völgyéből (ma Üzbegisztán része) származó szőlőmagokat Hszincsiang (Xinjiang) és Senhszi (Shaanxi) tartományokban. Ebben az időszakban a bort (főként Közép-Ázsiából importált) csak ünnepeken fogyasztották, vagy önmagában, mielőtt a vendégek helyet foglaltak, mintegy köszöntő italként, vagy ételek kísérőjeként. Ha az étkezés után is folytatódott a borozás, akkor feltétlenül felszolgáltak szárított húst vagy halat.
Bár már a Tang-dinasztia (618-907) előtt is készítettek bort, biztos, hogy a technológia még elég fejletlen volt. A források szerint azonban a Tang-dinasztia időszakában már jelentős mennyiségű drága, jó minőségű bort importáltak a mai Taskent (Üzbegisztán) övezetéből. Turfan (Hszincsiang (Xinjiang) tartomány) kínai elfoglalása után, 640-ben telepítették be az első ültetvényeket Ürümcsi térségében, a „Kígyó”, „Sárkány Gyöngy” (a mai, vörös Cabernet Gernischet) és Maru (fehér, csemegeszőlő) fajtákkal.
A szőlőtermesztés lassan elérte a belső tartományokat, mint Kanszu (Gansu) és Sanhszi (Shanxi) is. Ennek köszönhetően indult meg egy, már ősi, hazai szőlő (Vitis thunbergii) művelése is, amelynek elvadult ültetvényeit még ma is megtalálhatjuk Sangtung (Shangdong) tartományban, Sanghaj (Shanghai)tól északra. A Jüan-dinasztia (Yuan-dinasztia) (1279-1368) korában a borkészítés és borfogyasztás már elfogadottá vált, a dinasztia uralkodói kedvelték a bort és parancsba adták, hogy csak bort lehet használni uralkodói templomi szertartásokon, illetve borászatokat alapítottak Anhuj (Anhui) és Csiangszu (Jiangsu) tartományokban.

## A modern kínai borászat kialakulása
Kínában a modern boripar a 19. század végén született, már 1892-ben a nyugati világból származó minőségi bortermelésre alkalmas szőlőfajtákat és gépesített termelési módszereket vezettek be, megalapították az első borászatot (Csang Jü (Chang Yu) borászat) Jentaj (Yantai) városában. A népköztársaság megalapítása után (1949) a főbb fejlesztések 1958-1963 között történtek, amikor hasznosították a Sárga-folyó völgyét. Szőlőfajtákat telepítettek be Bulgáriából, Magyarországról és a Szovjetunióból. Új borászatok jöttek létre ebben az időszakban Henanban, Anhuj (Anhui)ban és Csiangszu (Jiangsu)ban. 1978-ra a bortermelés elérte a 64 000 tonnát (megjegyzés: a kínaiak a bort nem hektoliterben, hanem tonnában számolják, ami sokszor ad félreértésre okot, hiszen a hagyományos bortermelő országokban a tonnában kifejezett mennyiség alatt mindig a leszüretelt szőlőt értik) míg ez 1949-ben csak 200 tonna volt. A KKP 11. Konferenciájának (1978) harmadik plenáris ülése után nagy változások következtek be a boriparban. A „váltás a gabonalikőrről a gyümölcslikőrre” döntés meghozatala új lehetőséget hozott a borászati fejlesztésekben. A bortermelés 1981-ben, 1985-ben és 1988-ban 100000, 230 300 illetve 300 850 tonna volt. Megjelentek a nemzetközi multinacionális cégek, amelyek tőkét, modern szőlészeti, borászati technológiát, szaktudással rendelkező szőlészeket, borászokat, nyugati stílusú borokat és borkultúrát hoztak az ágazatba. 1980-ban létrejött az első kínai-francia vegyes vállalat, a Dynasty Winery Corporation, 1982-ben a Great Wall Winery a Seagram cég szakmai segítségével. A Pernod Ricard cég 1987-ben jelent meg a kínai piacon, amikor létrehozta a Beijing Friendship Winery céget. 1996-ban a nemzeti borágazat fejlesztése újabb lökést kapott a kormányzat propagandája miatt, ami egyre nagyobb hangsúlyt helyezett a kulturált borfogyasztásra és annak egészséges hatásaira.

## Borászat Kínában napjainkban
Jelenleg Kínában kb. 800 borászat működik 5 főbb termelő régióban(ebből kb. 300 mondható „igazi” borászatnak), ezek közül kevesebb mint 10 vegyes vállalat. A piac 54%-ot 6 fő vállalat uralja: Great Wall, Dragon Seal, Csangjü (Changyu), Dynasty és Huatung (Huadong) pincészetek, illetve a Lou Lan pincészet. A pincészetek éves átlag kapacitása 2000 tonna, azonban 70% 1000 tonna alatti, 20% 1000 és 5000 tonna közötti, 10% pedig 5000 tonna feletti kapacitással rendelkezik. Az előbb említett 6 pincészet közül csak az első 4 kapacitása több mint 10 000 tonna. A termelő régiók és termőterületek megoszlása:
Pohaj-öböl (Bohai-öböl), Sangtung-félsziget (Shangdong-félsziget) (termőterületek 30%-a); az északnyugati területek (Kanszu (Gansu), Hszincsiang (Xinjiang), Ninghszia (Ningxia) – termőterületek 27%-a); északkeleti területek (termőterületek 15%-a); ősi Sárga-folyó völgy (termőterületek 12%-a); Jünnan (Yunnan) tartomány és egyéb területek (termőterületek 16%-a)

## Borkészítés törvényi szabályozása, helyzete
Jelenleg Kínában a borok minősítését egyedül az 1994-es Kínai Nemzeti Borszabvány szabályozza, elég egyszerű módon, hiszen csak „megfelelő” és „nem megfelelő” minősítést tartalmaz. A Nemzeti Ipari és Kereskedelmi iroda által 2005 tavaszán megvizsgált 93 kínai borászati cég termékeiből csak 66% kapott „megfelel az előírásoknak” ítéletet. A vizsgálat eredménye rámutatott arra is, hogy a kínai pincészetek fő problémája nem a nyersanyag minősége és annak beszerzése, hanem az alacsony technikai és technológiai színvonal. Korábban a gyakorlat az volt, hogy a hazai gyártású bort olcsón, nagy mennyiségben importált folyóborral keverték, és így alacsony minőségű bort hoztak létre.  Ennek következtében sok kínai fogyasztó veszítette el bizalmát a külföldi vörösborok iránt. A termelői fegyelem szigorítására vezették be a kötelező, igen drága (300 000 jüan (yuan) = 7,5 millió forint) QS (Quality System) minősítést, amelynek 2006. november 1-jétől minden pincészet meg kell, hogy feleljen. Ettől az intézkedéstől nem csak a minőség és technológia javulását várják, hanem a piac letisztulását, hiszen előrejelzések szerint a termelők 30%-a nem tudja az elvárásokat teljesíteni, így ki fog vonulni a piacról, megszűnik a „hazardőr”, profit orientált pincék alacsony minőséget előállító tevékenysége.

## Kína borpiaca
Statisztikák szerint Kínában az elmúlt években jelentős növekedés indult meg mind a borkészítés, mind pedig a bor fogyasztás területén is. A Kínai Szeszes Italgyártók Szövetségének adatai szerint 2004-ben a kínai bortermelés 370 000 tonnára nőtt, mintegy 14,8%-os növekedést produkálva az előző évhez képest. Ez természetesen csekély a sör (24 millió tonna), égetett szeszesitalok (5,5 millió tonna) és a rizsbor (1,5 millió tonna) gyártáshoz képest, mégis jelentős fejlődés. Ezzel párhuzamosan a belföldi fogyasztás 17,1%-os növekedést produkálva 7,4 milliárd jüan (yuan)ra, azaz 1,15 milliárd dollárra nőtt.

## Borfogyasztási kultúra Kínában
A borfogyasztást Kínában a kultúra, a hagyományok, a társadalmi elvárások és a gazdasági helyzet befolyásolja leginkább. Az egy főre jutó (15 év felett) igen jelentős (több liter) évente, ebből a borfogyasztás csak 0,3 liter. A fogyasztók ízlésének változását jelöli, a magas alkohol tartalmú italoktól az alacsony alkoholtartalmú italok felé történő elmozdulás, ennek következtében a borfogyasztás növekedése. A központi kormányzat 1987-ben kezdte bátorítani a kínaiakat a szőlőbor fogyasztására és a gabona alapú italokról a gyümölcs alapú italokra való áttérést kezdte ösztönözni. Azonban míg egy 750ml-es sör 0,6 amerikai dollárba kerül, nehéz rávenni az embereket az üvegenként 2-4 dollárba kerülő kínai bor megvásárlására. Sőt az importált borok a maguk átlagos 10 dollár körüli vagy afölötti árával a legtöbb kínai fogyasztó számára szinte elérhetetlenek. A magas árak ellenére a piaci elemzések mégis a borfogyasztás bővülését prognosztizálják és kb. évi 13%-ra teszik.

## Trendek
A borfogyasztást az árak mellett, a kulturális hagyományok, a társadalmi helyzet és az étkezési szokások határozzák meg. A keleti, parti területek nagyvárosaiban (Peking, Sanghaj (Shanghai) stb.) a nyugati kultúrák behatásának és a magasabb életszínvonalnak köszönhetően a fogyasztás országos szinten a legmagasabb. A bor kezd a tömény italok – beleértve a konyakot, a whiskeyt és a pajcsiu (baijiu)ként ismert helyi gabonapárlatokat is – helyettesítő termékévé válni. Ezt a változást a bor szív- és keringési betegségeket valamint vérszegénységet gyógyító hatásába vetett hit; a borivás életstílus jelképe (képzett, felső osztálybeli, kifinomult személyiség); a borfogyasztási ismeretek oktatása, terjesztése is előnyösen befolyásolta a hozzájutási lehetőségek növekedésével egyetemben. A jómódúak körében a különösen a drága vörösborok és természetes csemegeborok (jégbor) fogyasztása divatossá vált társaságokban, éjszakai mulatókban és éttermekben. A borok megvásárolhatóak az üzletekben is, de leginkább ajándékba, mint saját fogyasztásra vásárolják. A fogyasztás jó része inkább társadalmi eseményeken történik köszöntők kísérőjeként, mint otthon, étkezés után. Demográfiai adatok szerint 55 éves kor felett van a legkisebb igény a borfogyasztásra, míg a fő fogyasztó, a 34 és 45 év közötti rétegből áll, hiszen ők azok akik anyagilag is megengedhetik maguknak a luxust, illetve leginkább összhangban vannak a nyugati trendekkel és a nyugati világ kisugárzásával, a nyugati stílusú étkezéssel. Azonban a fogyasztói szokások rendkívül változatosak, amely a még ki nem alakult ízlésvilágra utal.
Az adatok azt mutatják, hogy 1996 óta a vörösborfogyasztás országszerte jóval túllépte a fehérborét, valamint megjelent a drága természetes csemegeborok iránti igény is. Az 1996-os kb. 50-50%-os arány megváltozott és mára már a vörösbor teszi ki a fogyasztás 70%-át. Az importált vörösbor többsége Spanyolországból és Chiléből származik, amelyeket a francia és ausztrál márkák követnek. Egy üveg XO konyakhoz viszonyítva egy átlagos fogyasztó a vörösbor megvásárlását sokkal inkább megengedheti magának.
Még egy jó ideig eltart, mire a borkultúra kialakul egy olyan országban, amely a bor élvezet szempontjából valójában még felfedezetlen terület. Valószínűleg emiatt esik vissza szinte a mérhető szint alá a nagyobb városokon kívüli területek borfogyasztása, különösen az importált borokat illetően. A növekvő eladások ellenére, a legtöbb ember még nem ismeri a nyugati típusú szőlőborok ízét, ezért azt túl száraznak találja, illetve nem engedheti meg azok megvásárlását. Ez az oka, hogy az elérhető árú, kínai palackozású borok félédesek vagy édesek, általában reduktív technológiával készültek (maximum 2 évesek) és olcsó helyi csemegeszőlőből készülnek. A fejlett borkultúra és az ízlésvilág hiánya miatt érdekes fogyasztási szokások is kialakultak, mint például a vörösbor jégkockákra töltése, vagy összekeverése Sprite-tal, fehérbor keverése Colával vagy citromos üdítőkkel. A bor ilyen jellegű keverésével az íze elfogadottabbá válik a fogyasztók számára. Ez azt sugallja, hogy a növekedés megtartására egyrészt alkalmazkodni kell a fogyasztói szokásokhoz, illetve a fogyasztókat meg kell tanítani, hogyan szolgálják fel, hogyan ízleljék és hogyan értékeljék a bort.